# 新明正道
新明 正道（しんめい まさみち、旧字体：新明󠄁 正道󠄁、1898年2月24日 - 1984年8月20日）は、日本の社会学者。独自の立場から綜合社会学を創設。東北大学社会学講座主任教授として、長らく日本の社会学をリードした。家永三郎の義父。

## 人物
1946年9月、民族論などの戦前の著作物において、大東亜共栄圏に加担したかどで教授不適格の判定を受け、免官される。東北帝大は社会学を講義する教官がいなくなり、社会学の学部生・院生は宗教学講座が引き受ける。1947年と1948年に清水幾太郎が非常勤講師として集中講義をおこなうが、新明が復職できない場合、清水に教授に就任してもらう話がついていた。新明は1950年10月に公職追放が解除、1951年10月に教職追放が解除、11月に大学に復帰、12月より講義を再開しているが、清水は新明の公職追放解除前の1949年3月に非常勤講師を辞職、新明の復職が分からないうちの辞職であり、清水は1948年後半から平和問題談話会の活動などで東京での活動が想定され、仙台への赴任は地理的に大きな制約となり、清水に教授に就任する気がなくなっていた。清水が辞職してから新明が復職するまでは林恵海が非常勤講師を担当した。

## 略歴
- 1898年、台北市に生まれる（原籍　石川県金沢市）
- 旧制第四高等学校卒
- 東京帝國大学政治学科卒
- 1921年、関西学院大学教授
- 1926年、東北帝国大学法文学部（社会学講座）助教授
- 1931年、同教授[5]
- 1946年、公職追放
- 1950年、『社会学研究』創刊
- 1951年、東北大学教授に復職
- 1953年、「民族の一考察」で文学博士（大阪大学第1号）
- 1953年、東北社会学会創立（会長、～1961年）
- 1961年、東北大学定年退官、明治学院大学教授
- 1965年、中央大学教授
- 1969年、立正大学教授
- 1975年、創価大学教授
- 1976年、日本学士院会員
- 日本社会学会会長、日本学術会議会員
- 1984年、逝去

## 著書
- 『ソフィストの政治学的研究』内外出版　1921　政治研究
- 『権力と社会』内外出版　1924
- 『形式社会学論』巌松堂書店　1928
- 『群集社会学』ロゴス書院　1929　ロゴス叢書
- 『社会学』岩波書店　1929　続哲学叢書
- 『独逸社会学』日本評論社　1929　社会科学叢書
- 『欧洲の危機』日本評論社　1931
- 『社会学序講』大畑書店　1932
- 『知識社会学の諸相』宝文館　1932
- 『オーギュスト・コント』三省堂　1935　社会科学の建設者人と学説叢書
- 『国民革命の社会学』最近経済問題叢書　甲文堂書店　1935
- 『社会学要講』弘文堂書房　1935
- 『フアッシズムの社会観』岩波書店　1936
- 『ゲマインシャフト』刀江書院　1937
- 『文化の課題』河出書房　1938
- 『社会学の基礎問題』弘文堂　1939
- 『東亜協同体の理想』日本青年外交協会出版部　1939
- 『人種と社会』河出書房　1940
- 『思想への欲求』三笠書房　1941
- 『社会学』朝日新聞社　1941　朝日新講座
- 『政治の理論』慶應書房　1941
- 『社会本質論』弘文堂　1942
- 『民族社会学の構想』三笠書房　1942
- 『社会と青年』潮文閣　1943　青年文化全集
- 『デモクラシー概論』河出書房　1946
- 『社会学の発端』有恒社　1947
- 『国民性の改造』有恒社　1948
- 『史的民族理論』岩崎書店　1948
- 『社会学の立場』大濤社　1948
- 『イデオロギー論考』関書院　1949
- 『社会学史』有斐閣　1951　社会学選書
- 『社会学史概説』1954　岩波全書
- 『民主社会における指導性』民主教育協会　1958　IDE教育選書
- 『社会学的機能主義』誠信書房　1967
- 『綜合社会学の構想』恒星社厚生閣　1968　社会学叢書
- 『ゲマインシャフト』恒星社厚生閣　1970
- 『社会学における行為理論』恒星社厚生閣　1974　社会学叢書
- 『現代社会学の視角』恒星社厚生閣　1979
- 『タルコット・パーソンズ』恒星社厚生閣　1982
- 『ワイマール・ドイツの回想』恒星社厚生閣　1984
- 『新明正道著作集』（誠信書房 1976-92年）
  - 第1-3巻　理論 1976-92　
  - 第4-5巻　学史  1979-83
  - 第6巻　知識社会学　1977　
  - 第7巻　政治社会学　1977　
  - 第8巻　民族社会学　1980　
  - 第9巻　群集社会学　1993　
  - 第10巻　地域社会学　1985
- 『ドイツ留学日記』山本鎭雄編　時潮社　1997
- 『新明正道時評集』山本鎭雄編　日本経済評論社　2007

## 共編著
- 『イデオロギーの系譜学 第1部』大畑書店　1933
- 『現代知識社会学論』巌松堂書店　1935
- 『社会学辞典』河出書房 1944
- 『社会学小辞典』岩崎書店　1950
- 『基礎社会学』誠信書房　1959
- 『道徳教育 シンポジウム』編 福村書店　1959
- 『社会学思想』編　学文社　1973　社会学叢書

## 翻訳
- ヂー・アール・エス・テイラア『ギルド国家論』大鐙閣　1920
- バアネス『社会学と政治理論』聚英閣　1925
- ベルンシュタイン『修正派マルクス主義』訳著　鱒書房 1947　社会思想新書
- T.パーソンズ『政治と社会構造』監訳　誠信書房　1973-74

## 記念論集
- 『社会学の問題と方法 新明博士還暦記念論文集』有斐閣　1959